# Национальный университет Сан-Антонио Абад
Национальный университет Сан-Антонио Абад в Куско (исп. Universidad Nacional de San Antonio Abad del Cusco, то есть «университет Святого Антония Аббата», сокращённо UNSAAC) — основной и старейший публичный университет города Куско в Перу.
Университет был создан как противовес Королевскому университету Игнатия Лойолы в Куско, который отдавал предпочтение выпускникам семинарии Святого Бернарда (San Bernardo) над сравнительно малоимущими выпускниками основанной в 1598 году семинарии Антония Великого (исп. San Antonio Abad). Чтобы обеспечить будущность выпускников данной семинарии, местные епископы обратились к папе римскому Иннокентию XII с предложением создать для них отдельный университет. Документ, согласно которому Ватикан оплачивал основание второго университета в Куско, был утверждён в Мадриде испанским королём Карлом II 1 июня 1692 года.
Во время войны за независимость деятельность учреждения была приостановлена. В 1826 году университет, прежде обслуживавший нужды духовенства, был секуляризован. Самым сложным периодом в его истории стала вторая половина XIX века (когда в отдельные годы он не выдавал ни одного диплома). С 1896 года начался полувековой период обновления и культурного расцвета, отчасти связанный с деятельностью Научного центра в Куско (исп. Centro Científico del Cusco), который отстаивал идеи культурной автономии Куско от Лимы. Блестящее поколение выпускников UNSAAC того времени называют школой Куско.
Современный университет имеет право присуждать степени бакалавров, лицентиатов, магистров и докторов наук. Он имеет в своём составе 24 профессиональные кафедры и 29 факультетов. Среди высокопоставленных выпускников университета — возглавлявшие Перуанскую республику Хосе Бустаманте-и-Риверо и Валентин Паниагуа.